# Fabio Jakobsen
Fabio Jakobsen (n. 31 august 1996, Gorinchem, Olanda de Sud, Țările de Jos) este un ciclist neerlandez, care în prezent concurează pentru Quick-Step Alpha Vinyl Team, echipă licențiată UCI WorldTeam.

## Rezultate în Marile Tururi

### Turul Franței
1 participare
- 2022: locul 130, câștigător al etapei a 2-a

### Turul Spaniei
2 participări
- 2019: locul 145, câștigător al etapelor a 4-a și a 21-a
- 2021: locul 141, câștigător al etapelor a 4-a, a 8-a și a 16-a